# فرودگاه پروگار
 فرودگاه پروگار (به انگلیسی: Progar Airport) (به زبان بومی: Aerodrom Progar) یک فرودگاه غیرنظامی با کد یاتا PGB است که یک باند فرود چمن دارد و طول باند آن ۷۰۰ متر است. این فرودگاه در کشور صربستان قرار دارد و در ارتفاع ۶۹ متری از سطح دریا واقع شده است.